# Entomocorus radiosus
Entomocorus radiosus é uma espécie de peixe da família dos auqueniptèrids e da ordem dos siluriformes. Os machos podem alcançar 5,3 cm de comprimento.
É um peixe de água doce e de clima tropical, encontrado na América do Sul, mais especificamente, no rio Paraguai, no Brasil.